# 張順妃 (明仁宗)
貞靜順妃，亦稱為張順妃（？—1421年前），名不詳，陜西臨洮衛指揮僉事張羽之孫女。原為明朝明仁宗朱高熾太子時期的庶妃，生荊憲王朱瞻堈，明仁宗登基之後被追封為妃。

## 生平
有關明仁宗張順妃父親的史料記載存有兩種說法：一種認為她的父親是張羽，另一種則認為是張羽的兒子。《狄道州志》稱張順妃是「臨洮衛指揮羽之季女，永樂初，應聘入侍東宫」。《觀海衛志》所收錄的《指揮僉事張公墓誌銘》則稱張順妃家族的先祖為合肥人，始祖張永富生有二個兒子：長子張羽，次子張銘德。元朝末年，張羽為長槍百戶，明太祖朱元璋在和陽起兵，渡江平定太平時，張羽率眾歸附，跟隨征戰，屢立功勞，累升為淮安衛指揮僉事。洪武末年，因征川藏之功，授為陜西臨洮衛世襲指揮僉事。張羽之子張漙勇猛善射，但早逝，朝廷曾為其建廟祭祀，因其生前騎白馬而被稱為「白馬先鋒」。張羽的兒子有一個小女兒為明仁宗貞靜順妃（原文曰「羽之子有女仁庙貞靜順妃，其季女也」）。

目前仍然不清楚劉氏的出生及去世時間。根據《明實錄》的記載，永樂四年九月二十四日（1406年11月4日），張氏生明仁宗第六子荊憲王朱瞻堈。永樂二十二年十月二十一日（1424年11月11日），剛即位的明仁宗追封「故妃張氏」為順妃，順妃冊文曰：
朕纘承大寶，統御萬邦，篤敘彛倫，咸親九族，眷懷宮壼之內。在昔妃嬪之賢，其善行有稱，而長往不復者，恩榮之命，何間幽明？咨故妃張氏，柔惠靜嘉，夙彰德羙，自先朝之臨御，選嬪朕于春宮，儆戒相成，資其令淑，生有子矣，而汝壽不永，逝有年矣，而予念弗忘。今追封爾為順妃，賜謚貞靜。於戲！服以華躬，庶慰九泉之下；號以昭行，用揚永世之聞。靈爽有知，服茲寵命。
由此可知，張氏性情柔和仁惠，嫻靜美好，德行早著，在明成祖朱棣治理國政時，就被挑選入東宮，以侍妾身份服侍當時尚為太子的明仁宗，不僅以勸誡提醒和輔助明仁宗成長，還生有子嗣。雖然張氏已經去世多年，明仁宗仍然悼念不忘，即位之後便追封她為順妃，並且賜予二字諡號「貞靜」，稱張氏為貞靜順妃。
洪熙元年（1425年）八月，剛即位的明宣宗朱瞻基曾經派遣鄭王祭告明孝陵（明太祖朱元璋陵）、懿文陵（懿文太子朱標陵）、貞靜順妃張氏及悼僖麗妃李氏的享堂。正統九年八月二十八日（1444年10月9日），明仁宗的孫子明英宗朱祁鎮命南京相關部門修繕貞靜順妃的墳墓與明太祖朱元璋第十二女永嘉大長公主的生墳，但因風雨天氣延誤了工程，未能按時完成。恰逢明英宗下敕令要求節省開支，豐城侯李賢呈報修繕工程的費用時，明英宗降旨曰：「材料已集者速完，未集者巳之」。成化元年三月初三日（1465年3月29日），荊王朱見潚因初次襲封荊王之位，向明憲宗朱見深上奏請求派遣官員前往南京牛首山，對其曾祖母貞靜順妃張氏的墳墓進行祭告，獲得明憲宗的批准。

## 墓園
據考證，張順妃墓在江蘇南京牛首山的東側（今普覺寺墓園內，行政上屬雨花台區鐵心橋街道高家庫村）。1990年，籌建普覺寺墓園時，墳墓業已不存，留下一個大坑，只有少許琉璃瓦構件散落在泥土里，金鳳凰等陪葬品與建造用的磚石早已被當地村民佔有。楊心佛《金陵十記》記，張順妃的墓誌銘由明朝翰林學士楊士奇撰寫，在1950年代出土。直到1980年代，該墓誌銘尚保存在上斷石村一位馬姓村民的家中，後事不詳。
2007年，普覺寺墓園在平整山路時挖出大量花磚和琉璃構件。這些古代建築遺存主要包括：和明城磚尺寸一致的大青磚、模印有卷草紋和纏枝花卉的小青磚、水波紋陶質滴水，以及有鳳凰圖案的殘破黃綠色琉璃瓦當，挖開的土層斷面上也疊壓著大量不明用途的磚瓦殘件。曾在1982年參與文物普查工作的市文物局副局長楊新華表示，張順妃之墓在1952年曾遭盜掘，出土的鳳冠等文物均被瓜分，文史專家王梅影在1982年進行調查時，張順妃的墓誌和陵前石獅仍然存在，但如今已無法尋覓。